# 葉室定藤 (鎌倉時代)
葉室定藤（はむろ さだふじ、 - 正和4年（1315年）11月8日）は、鎌倉時代後期の公卿。別名は葉室為雄。

## 官歴
- 建長2年（1250年）：従五位下
- 建長6年（1254年）：従五位上
- 建長8年（1256年）：丹波守
- 康元2年（1257年）：阿波守、正五位下
- 正嘉2年（1258年）：豊後守
- 正嘉3年（1259年）：讃岐守
- 弘長2年（1262年）：勘解由次官
- 文永5年（1268年）：春宮権大進
- 文永6年（1269年）：蔵人
- 文永7年（1270年）：右衛門権佐
- 文永8年（1271年）：左衛門権佐、防鴨河使
- 文永10年（1273年）：権右少弁
- 文永11年（1274年）：権右中弁
- 文永12年（1275年）：右中弁、従四位下
- 建治2年（1276年）：右宮城使
- 建治3年（1277年）：左宮城使、左中弁、従四位上
- 建治4年（1278年）：正四位下
- 弘安2年（1279年）：右大弁
- 弘安5年（1282年）：蔵人頭、春宮亮、参議
- 弘安6年（1283年）：従三位、信濃権守
- 弘安11年（1288年）：正三位
- 正応2年（1289年）：従二位
- 正応6年（1293年）：正二位

## 系譜
- 実父：葉室定嗣
- 子：葉室光定